# Brian Eno/Auszeichnungen für Musikverkäufe

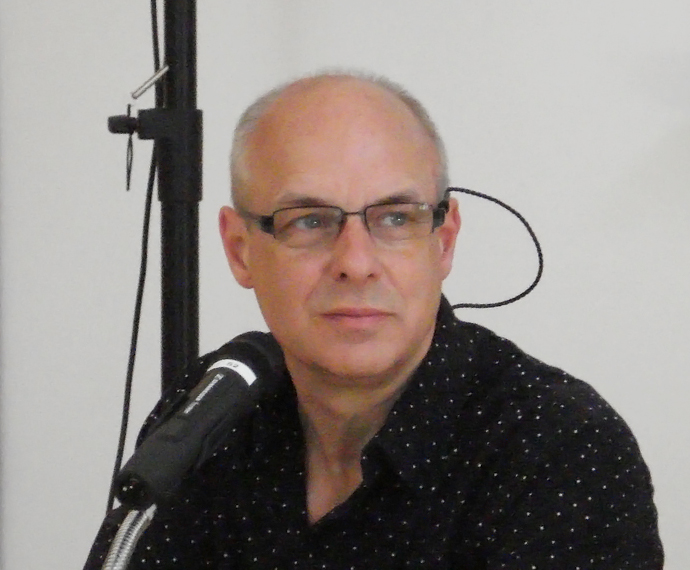
Brian Eno (2008)

Dies ist eine Übersicht über die Auszeichnungen für Musikverkäufe des britischen Musikproduzenten Brian Eno. Die Auszeichnungen finden sich nach ihrer Art (Gold, Platin usw.), nach Staaten getrennt in chronologischer Reihenfolge, geordnet sowie nach den Tonträgern selbst, ebenfalls in chronologischer Reihenfolge, getrennt nach Medium (Alben, Singles usw.), wieder.

## Auszeichnungen
| - Vereinigtes Königreich - 1994: für die Produktion Stay (Faraway, So Close!) (U2) - 1995: für die Single Miss Sarajevo - 2013: für das Album Original Soundtracks 1 - 2014: für die Produktion Violet Hill (Coldplay) - 2015: für das Album Ambient 1: Music for Airports - 2016: für das Album Apollo: Atmospheres and Soundtracks - 2020: für die Produktion Stuck in a Moment You Can't Get Out Of (U2) - Australien - 1987: für die Produktion I Still Haven’t Found What I’m Looking For (U2) - 1992: für die Single Mysterious Ways - 1994: für die Produktion Stay (Faraway, So Close!) - 1998: für die Produktion Sweetest Thing (U2) - 2001: für die Produktion Stuck in a Moment You Can't Get Out Of (U2) - 2008: für die Produktion Violet Hill (Coldplay) - Belgien - 1996: für die Single Miss Sarajevo - 2011: für die Autorenbeteiligung Paradise (Coldplay) - Brasilien - 2009: für die Produktion With or Without You (U2) - 2024: für die Produktion I Still Haven’t Found What I’m Looking For (U2) - 2024: für die Produktion One (U2) - Dänemark - 2013: für das Streaming Viva la Vida (Coldplay) - 2014: für das Streaming With or Without You (U2) - 2020: für die Autorenbeteiligung Heroes (David Bowie) - 2020: für die Produktion Beautiful Day (U2) - Deutschland - 2018: für die Produktion With or Without You (U2) - 2023: für die Produktion I Still Haven’t Found What I’m Looking For (U2) - 2023: für die Produktion Beautiful Day (U2) - 2023: für die Autorenbeteiligung Heroes (We Could Be) (Alesso) - Finnland - 2010: für die Produktion Viva la Vida (Coldplay) - Frankreich - 1995: für das Album Original Soundtracks 1 - 2012: für die Autorenbeteiligung Paradise (Coldplay) - Italien - 2016: für die Autorenbeteiligung Heroes (David Bowie) - Japan - 2008: für die Produktion Viva la Vida (Mobile Downloads, Coldplay) - 2009: für die Produktion Viva la Vida (Downloads, Coldplay) - Kanada - 1987: für die Produktion I Still Haven’t Found What I’m Looking For (U2) - 1987: für die Produktion With or Without You (U2) - 1995: für das Album Original Soundtracks 1 - 2009: für den Ringtone Viva la Vida (Coldplay) - 2015: für die Autorenbeteiligung Heroes (We Could Be) (Alesso) - Neuseeland - 1988: für die Produktion One Tree Hill (U2) - 1988: für die Produktion I Still Haven’t Found What I’m Looking For (U2) - 1992: für die Produktion Mysterious Ways (U2) - 2014: für die Autorenbeteiligung Heroes (We Could Be) (Alesso) - Portugal - 2022: für die Autorenbeteiligung Heroes (We Could Be) - Schweden - 1999: für die Produktion Sweetest Thing (U2) - Vereinigte Staaten - 2005: für die Produktion Beautiful Day (U2) - Vereinigtes Königreich - 2019: für die Produktion Laid (James) - 2020: für die Produktion Christmas Lights (Coldplay) - 2022: für die Produktion Sweetest Thing (U2) | - Australien - 2000: für die Produktion Beautiful Day (U2) - 2014: für die Autorenbeteiligung Heroes (We Could Be) (Alesso) - 2024: für die Produktion Christmas Lights (Coldplay) - Belgien - 2011: für die Produktion Viva la Vida (Coldplay) - Brasilien - 2008: für die Produktion Violet Hill (Coldplay) - 2009: für die Produktion Beautiful Day (U2) - 2009: für die Produktion 42 (Coldplay) - 2009: für die Produktion Viva la Vida (Coldplay) - 2009: für die Autorenbeteiligung und Produktion No Line on the Horizon (U2) - 2024: für die Autorenbeteiligung Paradise (Coldplay) - Dänemark - 2012: für das Streaming Paradise (Coldplay) - 2015: für die Autorenbeteiligung Heroes (We Could Be) (Alesso) - 2019: für die Produktion With or Without You (U2) - 2022: für die Produktion I Still Haven’t Found What I’m Looking For (U2) - 2023: für die Produktion One (U2) - 2023: für die Produktion Christmas Lights (Coldplay) - Deutschland - 2023: für die Produktion Christmas Lights (Coldplay) - 2023: für die Autorenbeteiligung Paradise (Coldplay) - Frankreich - 2020: für die Produktion With or Without You (U2) - Griechenland - 2023: für die Produktion Viva la Vida - Italien - 2015: für die Autorenbeteiligung Heroes (We Could Be) (Alesso) - 2019: für die Produktion Beautiful Day (U2) - 2021: für die Produktion I Still Haven’t Found What I’m Looking For (U2) - 2021: für die Produktion Christmas Lights (Coldplay) - Mexiko - 2011: für die Autorenbeteiligung Paradise (Coldplay) - Neuseeland - 1994: für die Produktion Stay (Faraway, So Close!) - Portugal - 2020: für die Produktion With or Without You - Schweiz - 2009: für die Produktion Viva la Vida (Coldplay) - Spanien - 2015: für die Autorenbeteiligung Heroes (We Could Be) (Alesso) - 2024: für die Autorenbeteiligung Heroes (David Bowie) - 2024: für die Produktion I Still Haven’t Found What I’m Looking For (U2) - 2024: für die Produktion One (U2) - 2024: für die Produktion Beautiful Day (U2) - Vereinigte Staaten - 2014: für die Autorenbeteiligung Heroes (We Could Be) (Alesso) - Vereinigtes Königreich - 2017: für die Autorenbeteiligung Heroes (We Could Be) (Alesso) - 2019: für die Produktion Beautiful Day (U2) - 2020: für die Autorenbeteiligung Heroes (David Bowie) - 2021: für die Produktion I Still Haven’t Found What I’m Looking For (U2) - 2023: für die Autorenbeteiligung und Produktion Once in a Lifetime (Talking Heads) - 2023: für die Produktion One (U2) | - Dänemark - 2022: für die Autorenbeteiligung Paradise (Coldplay) - Italien - 2021: für die Produktion With or Without You (U2) - 2024: für die Produktion One (U2) - Neuseeland - 2012: für die Autorenbeteiligung Paradise (Coldplay) - Portugal - 2023: für die Autorenbeteiligung Paradise (Coldplay) - Spanien - 2023: für die Autorenbeteiligung Paradise (Coldplay) - Brasilien - 2023: für die Autorenbeteiligung Heroes (We Could Be) (Alesso) - Dänemark - 2023: für die Produktion Viva la Vida (Coldplay) - Deutschland - 2022: für die Produktion Viva la Vida (Coldplay) - Italien - 2012: für die Autorenbeteiligung Paradise (Coldplay) - Kanada - 2012: für die Autorenbeteiligung Paradise (Coldplay) - Spanien - 2024: für die Produktion With or Without You (U2) - Vereinigte Staaten - 2023: für die Autorenbeteiligung Paradise (Coldplay) - Vereinigtes Königreich - 2024: für die Produktion With or Without You (U2) - Italien - 2019: für die Produktion Viva la Vida (Coldplay) - Schweden - 2015: für die Autorenbeteiligung Heroes (We Could Be) (Alesso) - Vereinigtes Königreich - 2024: für die Autorenbeteiligung Paradise (Coldplay) - Neuseeland - 2024: für die Produktion Viva la Vida (Coldplay) - Vereinigte Staaten - 2023: für die Produktion Viva la Vida (Coldplay) - Vereinigtes Königreich - 2023: für die Produktion Viva la Vida (Coldplay) - Australien - 2013: für die Autorenbeteiligung Paradise (Coldplay) - Portugal - 2024: für die Single Viva la Vida - Spanien - 2024: für die Produktion Viva la Vida (Coldplay) - Australien - 2024: für die Produktion Viva la Vida (Coldplay) |

## Auszeichnungen nach Alben

### Ambient 1: Music for Airports
| Land/Region                  | Auszeichnungen für Musikverkäufe (Land/Region, Auszeichnung, Verkäufe) | Verkäufe |
| ---------------------------- | ---------------------------------------------------------------------- | -------- |
| Vereinigtes Königreich (BPI) | Silber                                                                 | 60.000   |
| Insgesamt                    | 1× Silber ·                                                            | 60.000   |

### Apollo: Atmospheres and Soundtracks
| Land/Region                  | Auszeichnungen für Musikverkäufe (Land/Region, Auszeichnung, Verkäufe) | Verkäufe |
| ---------------------------- | ---------------------------------------------------------------------- | -------- |
| Vereinigtes Königreich (BPI) | Silber                                                                 | 60.000   |
| Insgesamt                    | 1× Silber ·                                                            | 60.000   |

### Original Soundtracks 1
| Land/Region                  | Auszeichnungen für Musikverkäufe (Land/Region, Auszeichnung, Verkäufe) | Verkäufe |
| ---------------------------- | ---------------------------------------------------------------------- | -------- |
| Frankreich (SNEP)            | Gold                                                                   | 100.000  |
| Kanada (MC)                  | Gold                                                                   | 50.000   |
| Vereinigtes Königreich (BPI) | Silber                                                                 | 60.000   |
| Insgesamt                    | 1× Silber · 2× Gold ·                                                  | 210.000  |

## Auszeichnungen nach Singles

### Miss Sarajevo
| Land/Region                  | Auszeichnungen für Musikverkäufe (Land/Region, Auszeichnung, Verkäufe) | Verkäufe |
| ---------------------------- | ---------------------------------------------------------------------- | -------- |
| Belgien (BRMA)               | Gold                                                                   | 25.000   |
| Vereinigtes Königreich (BPI) | Silber                                                                 | 200.000  |
| Insgesamt                    | 1× Silber · 1× Gold ·                                                  | 225.000  |

## Auszeichnungen nach Autorenbeteiligungen und Produktionen

### Heroes(David Bowie)
| Land/Region                  | Auszeichnungen für Musikverkäufe (Land/Region, Auszeichnung, Verkäufe) | Verkäufe |
| ---------------------------- | ---------------------------------------------------------------------- | -------- |
| Dänemark (IFPI)              | Gold                                                                   | 45.000   |
| Italien (FIMI)               | Gold                                                                   | 25.000   |
| Spanien (Promusicae)         | Platin                                                                 | 60.000   |
| Vereinigtes Königreich (BPI) | Platin                                                                 | 600.000  |
| Insgesamt                    | 2× Gold · 2× Platin ·                                                  | 730.000  |

### Once in a Lifetime(Talking Heads)
| Land/Region                  | Auszeichnungen für Musikverkäufe (Land/Region, Auszeichnung, Verkäufe) | Verkäufe |
| ---------------------------- | ---------------------------------------------------------------------- | -------- |
| Vereinigtes Königreich (BPI) | Platin                                                                 | 600.000  |
| Insgesamt                    | 1× Platin ·                                                            | 600.000  |

### With or Without You(U2)
| Land/Region                  | Auszeichnungen für Musikverkäufe (Land/Region, Auszeichnung, Verkäufe) | Verkäufe  |
| ---------------------------- | ---------------------------------------------------------------------- | --------- |
| Brasilien (PMB)              | Gold                                                                   | 30.000    |
| Dänemark (IFPI)              | Platin                                                                 | 90.000    |
| Deutschland (BVMI)           | Gold                                                                   | 250.000   |
| Frankreich (SNEP)            | Platin                                                                 | 200.000   |
| Italien (FIMI)               | 2× Platin                                                              | 140.000   |
| Kanada (MC)                  | Gold                                                                   | 50.000    |
| Portugal (AFP)               | Platin                                                                 | 10.000    |
| Spanien (Promusicae)         | 3× Platin                                                              | 180.000   |
| Vereinigtes Königreich (BPI) | 3× Platin                                                              | 1.800.000 |
| Insgesamt                    | 3× Gold · 11× Platin ·                                                 | 2.750.000 |

### I Still Haven’t Found What I’m Looking For(U2)
| Land/Region                  | Auszeichnungen für Musikverkäufe (Land/Region, Auszeichnung, Verkäufe) | Verkäufe  |
| ---------------------------- | ---------------------------------------------------------------------- | --------- |
| Australien (ARIA)            | Gold                                                                   | 35.000    |
| Brasilien (PMB)              | Gold                                                                   | 30.000    |
| Dänemark (IFPI)              | Platin                                                                 | 90.000    |
| Deutschland (BVMI)           | Gold                                                                   | 250.000   |
| Italien (FIMI)               | Platin                                                                 | 70.000    |
| Kanada (MC)                  | Gold                                                                   | 50.000    |
| Neuseeland (RMNZ)            | Gold                                                                   | 10.000    |
| Spanien (Promusicae)         | Platin                                                                 | 60.000    |
| Vereinigtes Königreich (BPI) | Platin                                                                 | 600.000   |
| Insgesamt                    | 5× Gold · 4× Platin ·                                                  | 1.195.000 |

### One Tree Hill(U2)
| Land/Region       | Auszeichnungen für Musikverkäufe (Land/Region, Auszeichnung, Verkäufe) | Verkäufe |
| ----------------- | ---------------------------------------------------------------------- | -------- |
| Neuseeland (RMNZ) | Gold                                                                   | 10.000   |
| Insgesamt         | 1× Gold ·                                                              | 10.000   |

### Mysterious Ways (U2)
| Land/Region       | Auszeichnungen für Musikverkäufe (Land/Region, Auszeichnung, Verkäufe) | Verkäufe |
| ----------------- | ---------------------------------------------------------------------- | -------- |
| Australien (ARIA) | Gold                                                                   | 35.000   |
| Neuseeland (RMNZ) | Gold                                                                   | 5.000    |
| Insgesamt         | 2× Gold ·                                                              | 40.000   |

### One(U2)
| Land/Region                  | Auszeichnungen für Musikverkäufe (Land/Region, Auszeichnung, Verkäufe) | Verkäufe |
| ---------------------------- | ---------------------------------------------------------------------- | -------- |
| Brasilien (PMB)              | Gold                                                                   | 30.000   |
| Dänemark (IFPI)              | Platin                                                                 | 90.000   |
| Italien (FIMI)               | 2× Platin                                                              | 200.000  |
| Spanien (Promusicae)         | Platin                                                                 | 60.000   |
| Vereinigtes Königreich (BPI) | Platin                                                                 | 600.000  |
| Insgesamt                    | 1× Gold · 5× Platin ·                                                  | 980.000  |

### Laid (James)
| Land/Region                  | Auszeichnungen für Musikverkäufe (Land/Region, Auszeichnung, Verkäufe) | Verkäufe |
| ---------------------------- | ---------------------------------------------------------------------- | -------- |
| Vereinigtes Königreich (BPI) | Gold                                                                   | 400.000  |
| Insgesamt                    | 1× Gold ·                                                              | 400.000  |

### Stay (Faraway, So Close!) (U2)
| Land/Region                  | Auszeichnungen für Musikverkäufe (Land/Region, Auszeichnung, Verkäufe) | Verkäufe |
| ---------------------------- | ---------------------------------------------------------------------- | -------- |
| Australien (ARIA)            | Gold                                                                   | 35.000   |
| Neuseeland (RMNZ)            | Platin                                                                 | 10.000   |
| Vereinigtes Königreich (BPI) | Silber                                                                 | 200.000  |
| Insgesamt                    | 1× Silber · 1× Gold · 1× Platin ·                                      | 245.000  |

### Sweetest Thing (U2)
| Land/Region                  | Auszeichnungen für Musikverkäufe (Land/Region, Auszeichnung, Verkäufe) | Verkäufe |
| ---------------------------- | ---------------------------------------------------------------------- | -------- |
| Australien (ARIA)            | Gold                                                                   | 35.000   |
| Schweden (IFPI)              | Gold                                                                   | 15.000   |
| Vereinigtes Königreich (BPI) | Gold                                                                   | 400.000  |
| Insgesamt                    | 3× Gold ·                                                              | 450.000  |

### Beautiful Day(U2)
| Land/Region                  | Auszeichnungen für Musikverkäufe (Land/Region, Auszeichnung, Verkäufe) | Verkäufe  |
| ---------------------------- | ---------------------------------------------------------------------- | --------- |
| Australien (ARIA)            | Platin                                                                 | 70.000    |
| Brasilien (PMB)              | Platin                                                                 | 60.000    |
| Dänemark (IFPI)              | Gold                                                                   | 45.000    |
| Deutschland (BVMI)           | Gold                                                                   | 250.000   |
| Italien (FIMI)               | Platin                                                                 | 50.000    |
| Spanien (Promusicae)         | Platin                                                                 | 60.000    |
| Vereinigte Staaten (RIAA)    | Gold                                                                   | 500.000   |
| Vereinigtes Königreich (BPI) | Platin                                                                 | 600.000   |
| Insgesamt                    | 3× Gold · 5× Platin ·                                                  | 1.635.000 |

### Stuck in a Moment You Can’t Get Out Of (U2)
| Land/Region                  | Auszeichnungen für Musikverkäufe (Land/Region, Auszeichnung, Verkäufe) | Verkäufe |
| ---------------------------- | ---------------------------------------------------------------------- | -------- |
| Australien (ARIA)            | Gold                                                                   | 35.000   |
| Vereinigtes Königreich (BPI) | Silber                                                                 | 200.000  |
| Insgesamt                    | 1× Silber · 1× Gold ·                                                  | 235.000  |

### Violet Hill (Coldplay)
| Land/Region                  | Auszeichnungen für Musikverkäufe (Land/Region, Auszeichnung, Verkäufe) | Verkäufe |
| ---------------------------- | ---------------------------------------------------------------------- | -------- |
| Australien (ARIA)            | Gold                                                                   | 35.000   |
| Brasilien (PMB)              | Platin                                                                 | 60.000   |
| Vereinigtes Königreich (BPI) | Silber                                                                 | 200.000  |
| Insgesamt                    | 1× Silber · 1× Gold · 1× Platin ·                                      | 295.000  |

### 42 (Coldplay)
| Land/Region     | Auszeichnungen für Musikverkäufe (Land/Region, Auszeichnung, Verkäufe) | Verkäufe |
| --------------- | ---------------------------------------------------------------------- | -------- |
| Brasilien (PMB) | Platin                                                                 | 60.000   |
| Insgesamt       | 1× Platin ·                                                            | 60.000   |

### Viva la Vida(Coldplay)
| Land/Region                  | Auszeichnungen für Musikverkäufe (Land/Region, Auszeichnung, Verkäufe) | Verkäufe   |
| ---------------------------- | ---------------------------------------------------------------------- | ---------- |
| Australien (ARIA)            | 9× Platin                                                              | 630.000    |
| Belgien (BRMA)               | Platin                                                                 | 30.000     |
| Brasilien (PMB)              | Platin                                                                 | 60.000     |
| Dänemark (IFPI)              | 3× Platin                                                              | 270.000    |
| Deutschland (BVMI)           | 3× Platin                                                              | 900.000    |
| Finnland (IFPI)              | Gold                                                                   | 5.875      |
| Griechenland (IFPI)          | Platin                                                                 | 20.000     |
| Italien (FIMI)               | 4× Platin                                                              | 200.000    |
| Japan (RIAJ)                 | Gold (Downloads) · + Gold (Mobile Downloads)                           | 200.000    |
| Kanada (MC)                  | Gold                                                                   | 20.000     |
| Neuseeland (RMNZ)            | 5× Platin                                                              | 150.000    |
| Portugal (AFP)               | 6× Platin                                                              | 60.000     |
| Schweiz (IFPI)               | Platin                                                                 | 30.000     |
| Spanien (Promusicae)         | 8× Platin                                                              | 480.000    |
| Vereinigte Staaten (RIAA)    | 5× Platin                                                              | 5.000.000  |
| Vereinigtes Königreich (BPI) | 5× Platin                                                              | 3.000.000  |
| Insgesamt                    | 4× Gold · 52× Platin ·                                                 | 11.055.875 |

### No Line on the Horizon (U2)
| Land/Region     | Auszeichnungen für Musikverkäufe (Land/Region, Auszeichnung, Verkäufe) | Verkäufe |
| --------------- | ---------------------------------------------------------------------- | -------- |
| Brasilien (PMB) | Platin                                                                 | 60.000   |
| Insgesamt       | 1× Platin ·                                                            | 60.000   |

### Christmas Lights (Coldplay)
| Land/Region                  | Auszeichnungen für Musikverkäufe (Land/Region, Auszeichnung, Verkäufe) | Verkäufe  |
| ---------------------------- | ---------------------------------------------------------------------- | --------- |
| Australien (ARIA)            | Platin                                                                 | 70.000    |
| Dänemark (IFPI)              | Platin                                                                 | 90.000    |
| Deutschland (BVMI)           | Platin                                                                 | 300.000   |
| Italien (FIMI)               | Platin                                                                 | 70.000    |
| Vereinigtes Königreich (BPI) | Platin                                                                 | 600.000   |
| Insgesamt                    | 5× Platin ·                                                            | 1.130.000 |

### Paradise(Coldplay)
| Land/Region                  | Auszeichnungen für Musikverkäufe (Land/Region, Auszeichnung, Verkäufe) | Verkäufe  |
| ---------------------------- | ---------------------------------------------------------------------- | --------- |
| Australien (ARIA)            | 6× Platin                                                              | 420.000   |
| Belgien (BRMA)               | Gold                                                                   | 15.000    |
| Brasilien (PMB)              | Platin                                                                 | 60.000    |
| Dänemark (IFPI)              | 2× Platin                                                              | 180.000   |
| Deutschland (BVMI)           | Platin                                                                 | 600.000   |
| Frankreich (SNEP)            | Gold                                                                   | 150.000   |
| Italien (FIMI)               | 3× Platin                                                              | 90.000    |
| Kanada (MC)                  | 3× Platin                                                              | 240.000   |
| Mexiko (AMPROFON)            | Platin                                                                 | 60.000    |
| Neuseeland (RMNZ)            | 2× Platin                                                              | 30.000    |
| Portugal (AFP)               | 2× Platin                                                              | 20.000    |
| Spanien (Promusicae)         | 2× Platin                                                              | 120.000   |
| Vereinigte Staaten (RIAA)    | 3× Platin                                                              | 3.000.000 |
| Vereinigtes Königreich (BPI) | 4× Platin                                                              | 2.400.000 |
| Insgesamt                    | 2× Gold · 30× Platin ·                                                 | 7.385.000 |

### Heroes (We Could Be) (Alesso)
| Land/Region                  | Auszeichnungen für Musikverkäufe (Land/Region, Auszeichnung, Verkäufe) | Verkäufe  |
| ---------------------------- | ---------------------------------------------------------------------- | --------- |
| Australien (ARIA)            | Platin                                                                 | 70.000    |
| Brasilien (PMB)              | 3× Platin                                                              | 180.000   |
| Dänemark (IFPI)              | Platin                                                                 | 60.000    |
| Deutschland (BVMI)           | Gold                                                                   | 200.000   |
| Italien (FIMI)               | Platin                                                                 | 50.000    |
| Kanada (MC)                  | Gold                                                                   | 40.000    |
| Neuseeland (RMNZ)            | Gold                                                                   | 7.500     |
| Portugal (AFP)               | Gold                                                                   | 5.000     |
| Schweden (IFPI)              | 4× Platin                                                              | 160.000   |
| Spanien (Promusicae)         | Platin                                                                 | 40.000    |
| Vereinigte Staaten (RIAA)    | Platin                                                                 | 1.000.000 |
| Vereinigtes Königreich (BPI) | Platin                                                                 | 600.000   |
| Insgesamt                    | 4× Gold · 13× Platin ·                                                 | 2.412.500 |

## Auszeichnungen nach Musikstreamings

### With or Without You (U2)
| Land/Region     | Auszeichnungen für Musikverkäufe (Land/Region, Auszeichnung, Verkäufe) | Verkäufe |
| --------------- | ---------------------------------------------------------------------- | -------- |
| Dänemark (IFPI) | Gold                                                                   | 450.000  |
| Insgesamt       | 1× Gold ·                                                              | 450.000  |

### Viva la Vida (Coldplay)
| Land/Region     | Auszeichnungen für Musikverkäufe (Land/Region, Auszeichnung, Verkäufe) | Verkäufe |
| --------------- | ---------------------------------------------------------------------- | -------- |
| Dänemark (IFPI) | Gold                                                                   | 50.000   |
| Insgesamt       | 1× Gold ·                                                              | 50.000   |

### Paradise (Coldplay)
| Land/Region     | Auszeichnungen für Musikverkäufe (Land/Region, Auszeichnung, Verkäufe) | Verkäufe |
| --------------- | ---------------------------------------------------------------------- | -------- |
| Dänemark (IFPI) | Platin                                                                 | 900.000  |
| Insgesamt       | 1× Platin ·                                                            | 900.000  |

## Statistik und Quellen
| Land/RegionAuszeichnungen für Musikverkäufe (Land/Region, Auszeichnungen, Verkäufe, Quellen) | Silber     | Gold       | Platin         | Verkäufe   | Quellen                           |
| -------------------------------------------------------------------------------------------- | ---------- | ---------- | -------------- | ---------- | --------------------------------- |
| Australien (ARIA)                                                                            | —          | 6× Gold6   | 9× Platin9     | 840.000    | aria.com.au                       |
| Belgien (BRMA)                                                                               | —          | 2× Gold2   | Platin1        | 70.000     | ultratop.be                       |
| Brasilien (PMB)                                                                              | —          | 3× Gold3   | 9× Platin9     | 630.000    | pro-musicabr.org.br               |
| Dänemark (IFPI)                                                                              | —          | 5× Gold5   | 11× Platin11   | 1.005.000  | ifpi.dk                           |
| Deutschland (BVMI)                                                                           | —          | 4× Gold4   | 5× Platin5     | 2.750.000  | musikindustrie.de                 |
| Finnland (IFPI)                                                                              | —          | Gold1      | —              | 5.875      | ifpi.fi                           |
| Frankreich (SNEP)                                                                            | —          | 2× Gold2   | Platin1        | 450.000    | infodisc.fr snepmusique.com       |
| Griechenland (IFPI)                                                                          | —          | —          | Platin1        | 20.000     | Einzelnachweise                   |
| Italien (FIMI)                                                                               | —          | 3× Gold3   | 13× Platin13   | 815.000    | fimi.it                           |
| Japan (RIAJ)                                                                                 | —          | 2× Gold2   | —              | 200.000    | riaj.or.jp                        |
| Kanada (MC)                                                                                  | —          | 4× Gold4   | 3× Platin3     | 410.000    | musiccanada.com                   |
| Mexiko (AMPROFON)                                                                            | —          | —          | Platin1        | 60.000     | amprofon.com.mx                   |
| Neuseeland (RMNZ)                                                                            | —          | 4× Gold4   | 8× Platin8     | 222.500    | aotearoamusiccharts.co.nz         |
| Portugal (AFP)                                                                               | —          | Gold1      | 9× Platin9     | 95.000     | Einzelnachweise                   |
| Schweden (IFPI)                                                                              | —          | Gold1      | 4× Platin4     | 175.000    | sverigetopplistan.se              |
| Schweiz (IFPI)                                                                               | —          | —          | Platin1        | 30.000     | hitparade.ch                      |
| Spanien (Promusicae)                                                                         | —          | —          | 15× Platin15   | 880.000    | promusicae.es elportaldemusica.es |
| Vereinigte Staaten (RIAA)                                                                    | —          | Gold1      | 9× Platin9     | 9.500.000  | riaa.com                          |
| Vereinigtes Königreich (BPI)                                                                 | 8× Silber8 | Gold1      | 16× Platin16   | 11.380.000 | bpi.co.uk                         |
| Insgesamt                                                                                    | 8× Silber8 | 40× Gold40 | 116× Platin116 |            |                                   |